# Ileana Silai
Ileana Silai (ur. 14 października 1941 w Klużu-Napoce, zm. 27 czerwca 2025) – rumuńska lekkoatletka, specjalistka biegów średnich, medalistka olimpijska.
Startowała na czterech igrzyskach olimpijskich. Rozpoczęła międzynarodową karierę na mistrzostwach Europy w 1966 w Budapeszcie, gdzie odpadła w półfinale biegu na 800 metrów.
Największy sukces odniosła na swoich pierwszych igrzyskach olimpijskich w 1968 w Meksyku, gdzie została wicemistrzynią w biegu na 800 metrów, za Madeline Manning ze Stanów Zjednoczonych, a przed Mią Gommers z Holandii. W 1969 zajęła 5. miejsce na tym dystansie na mistrzostwach Europy w Atenach. Została srebrną medalistką w biegu na 800 metrów na halowych mistrzostwach Europy w 1971 w Sofii, ulegając jedynie Hildegard Falck z Republiki Federalnej Niemiec, a wyprzedzając Rosemary Stirling z Wielkiej Brytanii. Odpadła w półfinale biegu na tym dystansie na mistrzostwach Europy w 1971 w Helsinkach. Powtórzyła sukces sprzed roku na halowych mistrzostwach Europy w 1972 w Grenoble, ponownie zdobywając srebrny medal w biegu na 800 metrów, tym razem przegrywając z Gunhild Hoffmeister z Niemieckiej Republiki Demokratycznej, a wyprzedzając Swetłę Złatewą z Bułgarii.
Na igrzyskach olimpijskich w 1972 w Monachium zajęła 6. miejsce w finale biegu na 800 metrów. Zajęła 4. miejsce w biegu na 1500 metrów na halowych mistrzostwach Europy w 1974 w Göteborgu. Na igrzyskach w 1976 w Montrealu startowała zarówno w biegu na 800 metrów (odpadła w półfinale), jak i w biegu na 1500 metrów (odpadła w przedbiegach). Została halową mistrzynią Europy w biegu na 1500 metrów na halowych mistrzostwach Europy w 1978 w Mediolanie, przed swą koleżanką z reprezentacji Rumunii Natalią Mărășescu i Brigitte Kraus z RFN. W 1979 otrzymała roczny zakaz startów z powodu dopingu. Po upływie zakazu wystąpiła na swych ostatnich igrzyskach olimpijskich w 1980 w Moskwie, gdzie zajęła 8. miejsce w finale biegu na 1500 m.
Była złotą medalistką mistrzostw krajów bałkańskich w biegu na 400 metrów w 1969, biegu na 800 metrów w 1967, 1969, 1971 i 1972 oraz w biegu na 1500 metrów w 1972.
Zdobywała mistrzostwo Rumunii w biegu na 400 metrów w 1968 i 1969, w biegu na 800 metrów w latach 1967–1971, 1977, 1979 i 1980 oraz w biegu na 1500 metrów w 1977.
Wielokrotnie poprawiała rekordy Rumunii w biegu na 400 metrów (do czasu 53,9, 16 sierpnia 1969 w Bukareszcie), w biegu na 800 metrów (do wyniku 1:57,39, 28 sierpnia 1977 w Bukareszcie), w biegu na 1500 metrów (do czasu 3,58,6, 16 czerwca 1979 w Bukareszcie) oraz w sztafecie 4 × 400 metrów (do wyniku 3:37,1, 5 sierpnia 1973 w Bukareszcie).